# The Mitchell Brothers
The Mitchell Brothers est un groupe britannique de hip-hop, originaire du sud de Londres, en Angleterre, actif entre 2004 et 2008.

## Histoire
Durant son existence, le groupe est composé des cousins Owura « Tony » Nyanin de Manor Park et Kofi « Teddy » Hanson, originaires du sud de Londres. Ils sont la première signature du label The Beats de Mike Skinner. Tony Nyanin et Teddy Hanson se baptisent The Mitchell Brothers en référence aux frères Phil et Grant Mitchell dans le feuilleton britannique EastEnders. Adolescents, ils pressent 1 000 CD de remixes appelés Sorted.
Teddy Hanson repère Mike Skinner des Streets dans leur banque Barclay's locale à Brixton, au sud de Londres, peu après que Skinner ait sorti son premier album, Original Pirate Material. Hanson glisse dans le sac de Skinner une copie de son CD démo et de celui de Nyanin, avec son numéro de téléphone. Skinner les signe sur le label The Beats et produit leur premier album. Hanson joue avec Skinner sur le single à succès de ce dernier, Fit But You Know It.
Les Mitchell Brothers sortent leur premier single, Routine Check, qui atteint la 42e place du UK Singles Chart en mars 2005. Leur premier album, A Breath of Fresh Attire, sort en août 2005, et atteint la 56e place du UK Albums Chart. Peu de temps après, ils jouent à la Brixton Academy. Leur deuxième album, Dressed for the Occasion, sort en novembre 2007,. Il est précédé des singles Solemate et Michael Jackson, ce dernier ayant été produit par le producteur écossais Calvin Harris.
Tony Nyanin signe avec Paramount Music et poursuit désormais une carrière solo sous le nom de Mr. Mitchell. Le premier single solo de Mr. Mitchell intitulé On the Rooftop sort en 2012. 

## Discographie

### Albums studio
- 2004 : Sorted (mixtape)
- 2005 : A Breath of Fresh Attire (56e place du UK Albums Chart) ( Argent)[3]
- 2007 : Dressed for the Occasion
- Beam Us Up Scotty (mixtape)

### Singles
- 2005 : Routine Check (42e place du UK Singles Chart[3])
- 2005 : Harvey Nicks (62e place du UK Singles Chart[3])
- 2005 : Excuse My Brother (58e place du UK Singles Chart[3])
- 2006 : Alone with the TV (92e place du UK Singles Chart)
- 2006 : She's Got It All Wrong
- 2007 : SoleMate
- 2007 : Michael Jackson (65e place du UK Singles Chart[3])